# 池田敏雄
池田敏雄（1923年8月7日—1974年11月14日），为日本的一名电子工程师。富士通公司史上及日本早期大型电子计算机的领军人物之一。

## 履历
1923年8月生于东京。
1943年就读东京工业大学电气工学科，1946年毕业后，即进入富士通信机制造公司（1967年改名富士通公司）工作。
1954年10月研制成功日本首台继电器式计算机 FACOM100.
1961年完成晶体管式计算机 FACOM222A，同年获得东京工业大学博士学位。
1964年就任公司的计算机技术部长。同年，IBM推出 System/360 机，而池田于翌年推出 FACOM230 系列与之抗衡。
1966年兼任公司软件部长；1967年兼任大型计算机推进部长。
1968年3月建成世界首台拥有两个CPU的计算机 FACOM230-60.
1972年出任富士通常务董事，开始与吉恩·阿姆达尔（Gene Amdahl）的合作。
1974年11月因蛛网膜下腔出血遽逝。

### 围棋相关活动
池田业余爱好围棋，1961年在公司内成立围棋部，并曾邀请吴清源指导。1969年，池田发表了其在围棋规则方面的研究心得。池田去世多年后，1988年，富士通公司推出史上首个世界职业围棋锦标赛“富士通杯”。

## 所获嘉奖
- 紫绶褒章 1971年11月10日受章
- 勋三等瑞宝章 1974年11月14日受章
- 功绩表彰（日本电气通信学会）1975年5月10日受奖
- 日本全国发明表彰 1970年4月18日受奖
- 正五位 1974年11月14日受封
- 围棋七段 1974年11月15日追赠

## 引用
1. 1 2  . harryfearnley.com.   [2019-05-09]. （原始内容存档于2019-02-23） （日语）.
2. ↑  Toshio, Ikeda. . harryfearnley.com.   [2009-07-14]. （原始内容存档于2020-05-23）.
3. ↑  . www.fujitsu.com.   [2019-05-09]. （原始内容存档于2021-01-26）.
4. ↑  . 読売新聞 囲碁コラム.   [2019-05-09]. （原始内容存档于2019-08-24） （日语）.
5. ↑  . www.fujitsu.com.   [2019-05-09]. （原始内容存档于2019-11-30）.

## 相关著作
- 田原総一朗. . 文芸春秋. 1992. ISBN 4-16-346850-1. OCLC 27382752 （日语）.
- 田原总一朗. . 华夏出版社. 2000. ISBN 9787508020716. OCLC 768605796 （中文（中国大陆））.